# El Soler de l'Espina
El Soler de l'Espina és una masia del terme municipal de Balenyà, a la comarca catalana d'Osona. Pertany a la parròquia de Santa Coloma Sasserra.
Està situada a prop del límit sud-occidental del terme, a prop i a l'oest-nord-oest de Puigsagordi. És al nord-oest de la masia de Puig-alt i al sud-oest de Mirambell. És a l'esquerra del torrent de la Font de la Collada i a la dreta del torrent de la Font del Pardal. Es troba al costat de llevant de la Bassa del Soler, petit embassament del torrent de la Font de la Collada.